# Abdelatif Yakdani
Abdelatif Yakdani (ur. 24 sierpnia 1955 w Rabacie) – marokański piłkarz grający na pozycji pomocnika. W swojej karierze rozegrał 1 mecz w reprezentacji Maroka.

## Kariera klubowa
W swojej karierze piłkarskiej Yakdani grał w klubie Difaâ El Jadida.

## Kariera reprezentacyjna
W reprezentacji Maroka Yakdani zadebiutował 20 marca 1986 roku w przegranym 2:3 meczu o 3. miejsce Pucharu Narodów Afryki 1986 z Wybrzeżem Kości Słoniowej. Z Marokiem zajął 4. miejsce. Mecz z Wybrzeżem Kości Słoniowej był jego jedynym rozegranym w kadrze narodowej.